# Renazé
Renazé é uma comuna francesa na região administrativa da Pays de la Loire, no departamento de Mayenne. Estende-se por uma área de 16,72 km². Em 2010 a comuna tinha 2 594 habitantes (densidade: 155,1 hab./km²).